# Religión en Noruega
La religión en Noruega está representada principalmente por el cristianismo luterano, con el 74.9% de la población perteneciente a la Iglesia
Evangélica Luterana de Noruega en 2019. La Iglesia Católica es la siguiente iglesia cristiana más grande con un 3.0%. Los no afiliados constituyen el 12.4% de la población. El Islam es seguido por el 3.3% de la población.
Un proyecto de ley aprobado en 2016 y vigente desde el 1 de enero de 2017 creó la Iglesia de Noruega como una entidad legal independiente. Hasta la enmienda constitucional de 2013, la religión evangélica-luterana era la religión pública del Estado. La Iglesia de Noruega sigue obteniendo apoyo financiero del estado de Noruega, junto con otras comunidades religiosas.
Los primeros noruegos, como toda la gente de Escandinavia, eran partidarios del paganismo nórdico ; los sami tienen una religión chamánica. Noruega fue cristianizada gradualmente por misioneros cristianos entre 1000 y 1150. Antes de la Reforma Protestante en 1536/1537, los noruegos eran parte de la Iglesia Católica .
Según la encuesta del Eurobarómetro de 2010: -
- El 35% de los ciudadanos noruegos respondieron que "creen que hay un Dios".
- El 44% respondió que "creen que hay algún tipo de espíritu o fuerza vital".
- El 6% respondió que "no creen que haya ningún tipo de espíritu, Dios o fuerza vital".
- El 5% no dio respuesta.

| Religión (in 31.12.2018)          | Members   | Percent | Growth (2013–2018) |
| Cristianismo                      | 4,090,708 | 76.77%  | -2.2%              |
| --------------------------------- | --------- | ------- | ------------------ |
| Luteranos                         | 3,724,857 | 69.91%  | -3.1%              |
| Iglesia Católica                  | 160,884   | 3.02%   | 14.8%              |
| Iglesias Pentecostal              | 40,632    | 0.76%   | 3.1%               |
| Iglesia Ortodoxa                  | 27,034    | 0.51%   | 83.1%              |
| Iglesia Evangélica Luterana Libre | 19,500    | 0.37%   | -0.3%              |
| Testigos de Jehová                | 12,680    | 0.24%   | 4.5%               |
| Bautistas                         | 10,731    | 0.20%   | 4.4%               |
| Metodismo                         | 10,190    | 0.19%   | -4.6%              |
| Adventistas                       | 4,700     | 0.8     | 3.4%               |
| Otros Cristianos                  | 84,200    | 1.58%   | -6.8%              |
| Religiones no cristianas          | 216,306   | 4.06%   | 32.3%              |
| Islam                             | 175,507   | 3.29%   | 32.8%              |
| Budismo                           | 21,044    | 0.39%   | 23.2%              |
| Hinduismo                         | 11,405    | 0.21%   | 54.5%              |
| Sikhism                           | 3,984     | 0.07%   | 18.5%              |
| Fe Bahai                          | 1,118     | 0.02%   | -0.8%              |
| Judaísmo                          | 809       | 0.02%   | 3.6%               |
| Otras                             | 2,439     | 0.05%   | 47.7%              |
| Humanismo                         | 96,276    | 1.81%   | 11.4%              |
| Irreligiosos                      | 924,922   | 17.36%  | 36.4%              |
| Total                             | 5,328,212 | 100.0%  | 4.3%               |

## Cristianismo

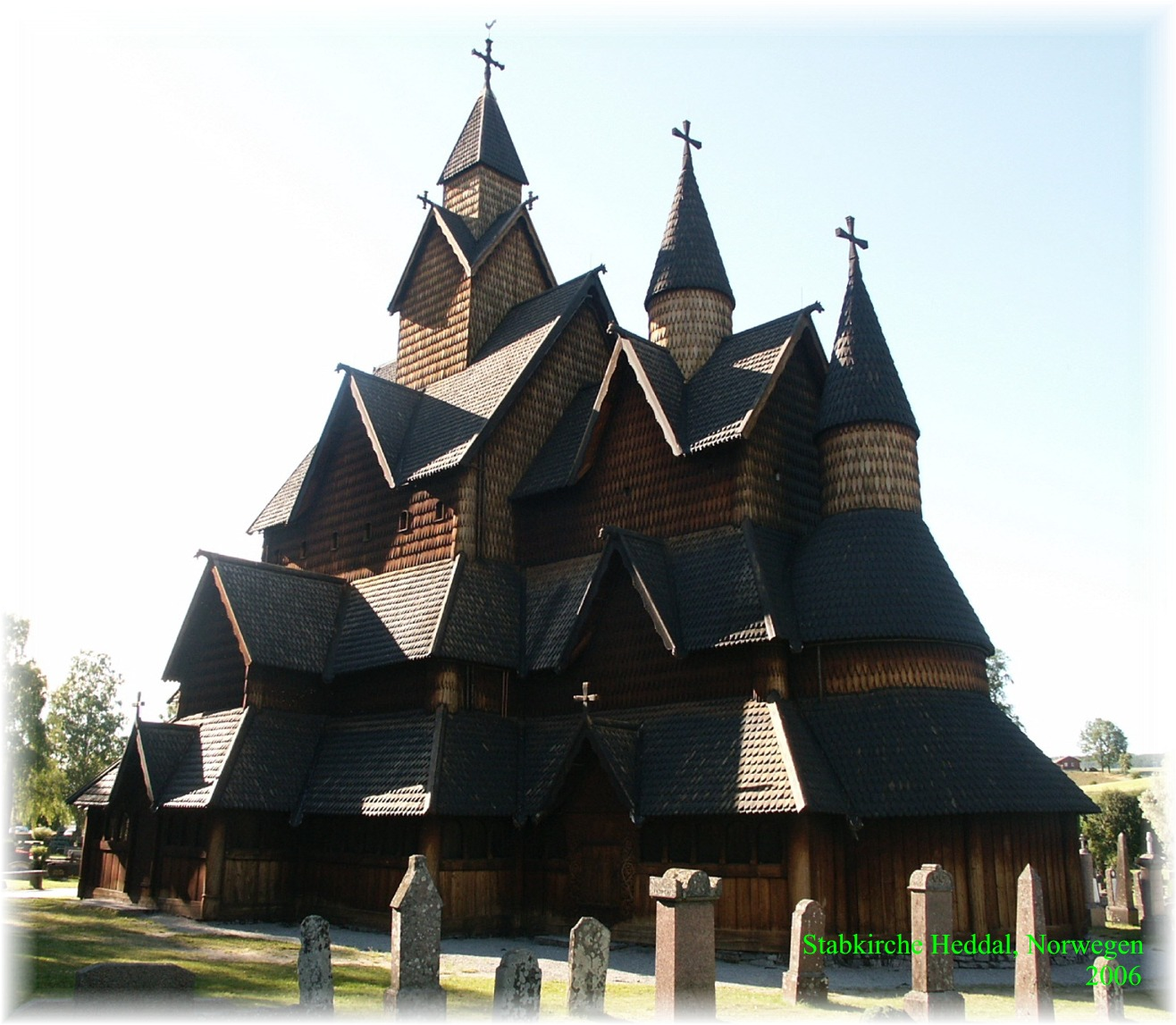
La iglesia de madera de Heddal desde principios del.

La conversión de Noruega al cristianismo comenzó en los años 1000. Las incursiones en las islas británicas y en los reinos francos habían puesto a los vikingos en contacto con el cristianismo. Haakon el Bueno de Noruega, que había crecido en Inglaterra, intentó introducir el cristianismo a mediados del siglo X, pero se encontró con la resistencia de los líderes paganos y pronto abandonó la idea.
Los misioneros anglosajones de Inglaterra y Alemania habían tratado de convertir a los noruegos al cristianismo, pero solo tuvieron un éxito limitado. Sin embargo, lograron convertir a Olaf I de Noruega al cristianismo. Olaf II de Noruega (más tarde San Olaf) tuvo más éxito en sus intentos de convertir a la población con la conversión de muchos noruegos en el proceso, y se le atribuye la cristianización de Noruega.
Los cristianos en Noruega a menudo establecieron iglesias u otros lugares sagrados en lugares que anteriormente habían sido sagrados bajo la religión nórdica. La extensión de la conversión puede medirse por los sitios de entierro, ya que los paganos fueron enterrados con tumbas mientras que los cristianos no. El cristianismo se había establecido en Noruega a mediados del siglo XI y se había vuelto dominante a mediados del siglo XII. Las iglesias de madera fueron construidas de madera sin el uso de clavos en el siglo XIII